# Azarath
Azarath (al que a veces se hace referencia como "El Templo de Azarath"), es una dimensión ficticia creada por DC Comics para la serie Teen Titans, y a la que también se hace referencia en su serie animada. Azarath es el lugar de nacimiento de Raven, uno de los miembros de los Teen Titans.

## Historia
Hace unos 900 años, los seguidores de Azar fueron llevados hasta un lugar entre todas las dimensiones, donde fundaron el Templo de Azarath. El plan de Azar era expulsar todo el mal de los habitantes de Azarath, de tal manera que el demonio Trigon pudiera usar la energía oscura para revivir completamente, momento en el que Azar podría matarle definitivamente.
Esta dimensión fue destruida por las fuerzas de Trigon cuando finalmente tomó el control de su hija, Raven. Sin embargo, las almas de todos los habitantes sobrevivieron, convirtiéndose finalmente en la criatura conocida como Fantasma.

### Un año después
Después del salto de un año en DC Comics, Bumblebee menciona "Nuevo Azarath".
Azar era el nombre de tres mujeres distintas, todas ellas servían como líder espiritual a la gente de Azarath. Azar convenció a un grupo de humanos de abandonar la línea bélica de la tierra y viajar con ella a Azarath para establecer una sociedad de paz y prosperidad. Azar I fue su maestra y guía durante más de doscientos años. Al fallecer, su nombre, título y cargo fue designado a su hija, Azar II, quien guio a la gente de Azarath por otros trescientos años. Su hija, Azar III, asumió las responsabilidades de sus antecesoras y condujo Azarath a la era moderna. Descrita como una diosa de la verdad, ella supervisó la educación y preparación de la joven mitad-demonio Raven. Aunque Azar murió después, su espíritu se mantuvo intacto en Arella, la madre de Raven. El espíritu de Azar permaneció dormido durante años y se manifestó únicamente el día en que los Titanes batallaron contra las almas corruptas de todo Azarath. Azar le otorgó a Arella la fuerza para restaurar esas almas, sacrificándose en el proceso. Cuando la maldad de Trigon fue disuelta, el espíritu de Azar se unió con las otras almas restauradas y emprendieron el camino a la luz. 

### Poderes y Habilidades
Aunque Azar se asemeja a una diosa, e incluso posee poderes divinos, estas habilidades, si existiesen, nunca han podido ser comprobadas. Debe destacarse su naturaleza longeva, Azar vivió durante muchos siglos antes de finalmente expirar.

## Apariciones en otros medios

### Televisión
En la serie animada Los jóvenes titanes, el personaje de Raven invoca el nombre de Azarath en sus cánticos para concentrar sus poderes ("¡Azarath, Metrion, Zinthos!", para ser exactos). Abandonó la sociedad pacifista en otra dimensión para intentar abandonar su herencia demoniaca y convertirse en alguien bueno uniéndose a los Nuevos Titanes, pero teme que su maldad innata esté descansando bajo la superficie. 
En el episodio siete de la primera temporada "Cambio de identidad", Raven le dice a Starfire que nació en un lugar llamado Azarath, pero Raven no especifica que, de hecho, vivía ahí. Y durante la cuarta temporada en el sexto episodio "La profecía", Raven visita un lugar al que se refiere como Azarath, buscando la ayuda del espíritu de su madre, Arella. Sin embargo, el lugar estaba desierto luego encontró a su madre y más tarde se reveló que era una ilusión dejada por Trigon, que lo había destruido, lo que implica que la visita de Raven probablemente era espiritual o telepática, aunque no existe confirmación al respecto.